# Джанноццо Манетті
Джанно́ццо Мане́тті (італ. Giannozzo Manetti; 5 червня 1396, Флоренція - 27 жовтня 1459, Неаполь) — італійський гуманіст та політик.

## Біографія
Манетті народився в родині багатого флорентійського купця. Отримав гарну освіту в монастирській школі Камальдолійського ордена, де одним з його вчителів був відомий гуманіст Амброджо Траверсарі.
У 1437—1452 роках Манетті вів активну державно-політичну діяльність: займав різні адміністративні посади, очолював посольства до Риму, Венеції, в Неаполітанське королівство. 1454 року конфлікт з Козімо Медічі змусив його покинути Флоренцію, і в останні роки життя Манетті був апостольським секретарем при курії Миколи V, а після смерті цього папи став ученим радником Альфонса Арагонського у Неаполі. Обидві ці посади були синекурами й давали йому достатньо часу для наукових занять.
Манетті володів однією з найбільших приватних бібліотек, яка загалом збереглася до наших днів і зберігається у Ватиканській бібліотеці. Розбудові приватної бібліотеки Манетті посприяв видатний флорентійський книгар Веспасіано да Бістіччі. 

## Творчість
Манетті, як різнобічний та плідний письменник, вирізнявся серед інших гуманістів інтересом до богословських питань, а в його творчості гуманістичний світогляд поєднувався з християнським. Загалом він належав до напрямку громадянського гуманізму, відстоюючи ідеали активного життя в суспільстві, значення громадянських чеснот, які розумів у дусі Аристотеля. Манетті відкидав християнське приниження природи людини та аскетизм, натомість висуваючи ідеал творчо активної, дієвої та допитливої особистості.
Окрім класичних мов, Манетті знав давньоєврейську, з якої переклав декілька псалмів. З давньогрецької він переклав твори Аристотеля з етики та весь Новий Завіт.
Серед творів Манетти, що переважно залишилися невиданими за життя, найприкметніші: «Діалог про смерть сина» (1438); «Діалог на дружньому бенкеті» (1448); «Про гідність і вищість людини» («De dignitate et excellentia hominis"», бл. 1452, опубл.: Базель, 1532) — найвідоміший сьогодні твір Манетті; життєписи Данте, Петрарки, Бокаччо («"Vitae Dantis, Petrarchae et Boccacii"», опубл.: Флоренція, 1747), Миколи V («Vita Nicolai V"»), Сократа, Сенеки; промови («"Orationes"»); «"Apologeticus"» (опубл.: Рим, 1981) — тут Манетті захищає свої біблійні перекази і висловлює погляди на переклад загалом.

## Твори
- Ianotii Manetti de dignitate et excellentia hominis libri IV. Cratander, Basileae 1532.[2]
- Ianotii Manetti de dignitate et excellentia hominis. Edidit Elizabeth Riley Leonard. Editrice Antenore, Padova 1975 (Thesaurus Mundi. Bibliotheca scriptorum latinorum mediae et recentioris aetatis, 12). – (критичне видання)
- Über die Würde und Erhabenheit des Menschen. Herausgegeben und eingeleitet von August Buck, übersetzt von Hartmut Leppin. Meiner, Hamburg 1990, ISBN 978-3-7873-0958-0 (німецьке видання).
- Biographical Writings. Edited and translated by Stefano U. Baldassarri and Rolf Bagemihl. Harvard University Press, 2003 (I Tatti Renaissance Library, 9), ISBN 0-674-01134-1. Rez. von Federica Ciccolella, in: Electronic Antiquity 8.2, May 2005, S. 88-91, online [Архівовано 24 жовтня 2015 у Wayback Machine.]. (PDF; 92 kB)